# Championnats de France de triathlon cross 2013
Navigation
Édition suivante
Cet article présente les résultats du championnats de France de triathlon cross 2013, première édition de cette spécialité, qui a eu lieu à Versailles le dimanche 12 mai 2013.

## Championnat de France de triathlon cross 2013

### Résultats

#### Homme
|        | Triathlète         | Temps           |
| ------ | ------------------ | --------------- |
| Or     | Brice Daubord      | 1 h 31 min 10 s |
| Argent | Nicolas Fernandez  | 1 h 32 min 19 s |
| Bronze | François Carloni   | 1 h 36 min 35 s |
| 4      | Clément Briere     | 1 h 37 min 02 s |
| 5      | Nicolas Tauty      | 1 h 37 min 45 s |
| 6      | Julien Ricci       | 1 h 37 min 57 s |
| 7      | Fabien Combaluzier | 1 h 38 min 46 s |
| 8      | Nicolas Durin      | 1 h 39 min 57 s |
| 9      | Thomas Leboucher   | 1 h 40 min 55 s |
| 10     | Olivier Constantin | 1 h 41 min 55 s |

#### Femme
|        | Triathlète           | Temps           |
| ------ | -------------------- | --------------- |
| Or     | Marion Lorblanchet   | 1 h 48 min 15 s |
| Argent | Morgane Riou         | 1 h 51 min 00 s |
| Bronze | Amandine Galindo     | 1 h 52 min 25 s |
| 4      | Carine Desbois       | 1 h 56 min 16 s |
| 5      | Coralie Redelsperger | 1 h 57 min 37 s |
| 6      | Amélie Vantomme      | 1 h 57 min 52 s |
| 7      | Marie-Claude Debroux | 1 h 58 min 31 s |
| 8      | Nathalie Darras      | 2 h 03 min 17 s |
| 9      | Émilie Darras        | 2 h 03 min 17 s |
| 8      | Léa Duchampt         | 2 h 06 min 28 s |